# Pyrgocyphosoma dentatum
Pyrgocyphosoma dentatum är en mångfotingart som först beskrevs av Henri W. Brölemann 1892.  Pyrgocyphosoma dentatum ingår i släktet Pyrgocyphosoma och familjen knöldubbelfotingar.

## Underarter
Arten delas in i följande underarter:
- P. d. aspidiorum
- P. d. dentatum